# Kristal Awuah
Kristal Awuah (* 7. August 1999 in London) ist eine britische Sprinterin, die sich auf den 100-Meter-Lauf spezialisiert.

## Sportliche Laufbahn
Erste internationale Erfahrungen sammelte Kristal Awuah bei den U20-Weltmeisterschaften 2018 in Tampere, bei denen sie in 11,37 s die Bronzemedaille gewann, wie auch mit der britischen 4-mal-100-Meter-Staffel in 44,05 s. Anschließend wurde sie beim Leichtathletik-Continentalcup in Ostrava Zweite mit der Europastaffel. 2019 nahm sie erstmals an den Halleneuropameisterschaften in Glasgow teil und belegte mit neuer Bestleistung von 7,15 s im 60-Meter-Lauf den vierten Platz. Anschließend nahm sie mit der 4-mal-100-Meter-Staffel an den World Relays in Yokohama teil, gelangten dort aber im Vorlauf nicht bis ins Ziel. Im Juli belegte sie bei den U23-Europameisterschaften in Gävle in 23,66 s den sechsten Platz im 200-Meter-Lauf. 2020 siegte sie beim Kip Keino Classic in 23,05 s über 200 und im Jahr darauf gewann sie bei den U23-Europameisterschaften in Tallinn in 11,44 s die Bronzemedaille über 100 m hinter der Deutschen Lilly Kaden und Rani Rosius aus Belgien. Zudem erreichte sie im Staffelbewerb das Finale, konnte dort das Rennen aber nicht beenden.

## Persönliche Bestzeiten
- 100 Meter: 11,16 s (−0,1 m/s), 2. September 2018 in Belgrad
  - 60 Meter (Halle): 7,15 s, 2. März 2019 in Glasgow
- 200 Meter: 23,05 s (−0,7 m/s), 3. Oktober 2020 in Nairobi